# Мелисен
Породица Мелисен је стара византијска породица.

## VIII и IХ век
Породица Мелисен потиче још од VIII века (спомињу се током владавине Константина V) и једна је од најстаријих породица у Византијском царству. Потичу из Мале Азије и имали су војнички значај и велики углед у царству. Управљали су темама Антоликон, Антиохијом и Месопотамијом. Први Мелисен који се спомиње је Михајло Мелисен и био је генерал теме Антоликон од 767. до 771. године. Теодотос I Мелисен, познат као Теодотос I Каситерас, син је Михајла Мелисена и цариградски патријарх од 815. до 821. године. Захваљујићи цару Лаву V Јерменину је Теодотос постао патријарх. Спомиње се и други Теодотос Мелисен, који је био патрицијан и генерал Анатоликон 843-852. Калистос Мелисен је био војвода Колоније током прве половине IХ века.

## Друга половина Х века
Током владавине Василија II Бугароубице, браћа, Лав и Теогностос Мелисен су учествовали у побуни Бардас Фокас 987. - 989. Након смрти узурпатора Бадаса Фокаса побуњеници су ухапшени и понижено одведени кроз тријумфални пролаз. Али према Јовану Скилици Лав Мелисен је поштеђен лично од стране цара јер је признао врховну власт Василија II и Константина VIII.

## Касни XI и рани XII век
Најпознатији из породице Мелисен је Никефорос (или Нићифор), узурпатор 1080—1081. Поседовао је земље у Дорилеуму и у околним местима. Никефорос је син Леостенеса који долази из Воурцис породице. Током побуне Нићифора III Вотанијата (1078—1081) Никофорос Мелисен као генерал је био неактиван током побуне и Михајло VII Парапинак га је протерао на острво Кос. Никефорос Мелисен се удржује са Алексије Комнином и подижу побуну. За време Константина Х Дуке склопио је договор са Алексијем Комнином и Никифорос се оженио са Евдокијом Комнин, сестром Алексија. Касније Алексије Комнин постаје цар (1081 — 15. август 1118), а Никефорос је био награђен ранком цезара и дата му је солунска област на управљање. Породица Мелисен је, током владавине династије Комнин (1081—1195), имала важан политички положај у Византији.

## XII век
Пошто су Мелисени били у роду са династијом Комнин одржавали су свој положај у Византији. Међутим, током владавине Јована II Комнина (1118—1143) нико из породице Мелисон није био на високом положају (само су Никефорос и његов син (Син је био на високом положају јер је син Евдокије Комнин)). Током XII века полако губе значај у византијској држави и остало им је само да управљају солунској области.

## Касни византијски период
Касније се мало спомиње породица Мелисен, само мало кроз XIII век. Последње име из ове породице које се спомиње је Макарије Мелисен (Мелисург), писац који је живео и током XVI века. Познат је по томе што је додао Сфранцесовој Хроници додатак „Хроника опсаде Константинопоља од 2. априла до 29. маја 1453. године“.